# 娜斯佳·柳金
娜斯蒂亞·柳金（俄语：Настя Люкина，羅馬化：Nastia Liukin，1989年10月30日—），全名為安娜塔西亚·瓦列里耶芙娜·柳金（Анастасия Валерьевна Люкина），出生于蘇聯莫斯科，美国籍俄裔女子体操运动员，有「體操公主」的美譽，曾當選2008年度最佳女運動員。2012年退役。

## 生平

### 體操生涯
柳金來自一個體操世家。在她3歲的時候，舉家移居美国。柳金作为名门之后，4岁就开始进行体操训练。柳金在她的第一次比赛中（自由操决赛），因为迟到而没有得到机会做准备，但她仍然能得到第6名。
柳金是美国的初级国际精英体操运动员，每星期在世界奥林匹克体操中心（World Olympic Gymnastics）训练36小时，接受她的父亲在内的美国最佳教练的训练。柳金认为到目前为止，她的最佳的体操比赛回忆是在2002年得了美国冠军和能代表美国在2002年泛太平洋运动会比赛。她的梦想是一天能在奥林匹克运动会上比赛和得两三个世界冠军。美国体操队绝对主力梅美尔意外受伤后，其他主力成员就不得不担负起更多的帮助主队夺金的希望。
2005年世锦赛上，柳金一人独揽平衡木和高低杠两项冠军，创造了个人职业生涯最佳时刻。
2006年因脚踝受伤错过大部分比赛。
2007年世锦赛上，柳金勇夺女团、平衡木两项冠军，以及高低杠亚军，再度宣告她的归来。
2008年夏季奧林匹克運動會上，柳金取得了一金、三銀、一銅的佳績，包括：女子团体亚军、女子体操全能冠军，女子个人自由体操季军。女子高低杠银牌，女子体操平衡木银牌。2008年10月，年僅18歲的柳金當選為年度最佳女運動員。

## 家庭
父亲瓦列里·柳金（Valeri Liukin）是前苏联体操运动员，曾是1988年汉城奥运会体操冠军，而她母親安娜·古捷妮娃（Anna Kotchneva）是藝術体操运动员，也曾获得艺术体操世锦赛的冠军。

## 成績

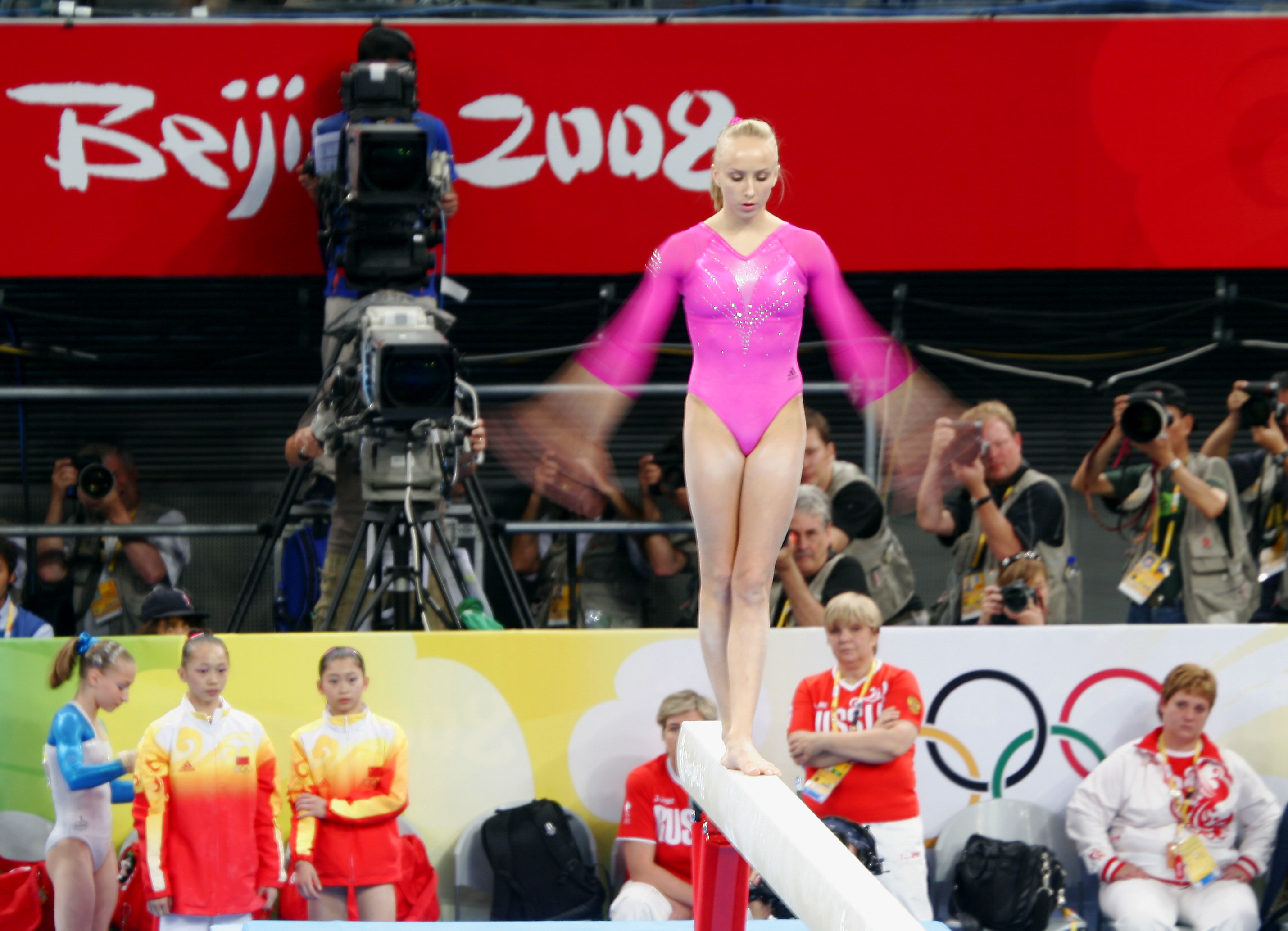
柳金在北京奥运的個人全能中的平衡木

柳金最擅长的是平衡木和高低杠两个项目，2005年世锦赛，她一人独揽了这两个项目的冠军。
- 2005年 瑞士美国挑战赛： 团体金牌，全能金牌
- 2005年 英国美国挑战赛： 团体金牌，全能金牌
- 2005年 美国杯： 平衡木金牌，高低杠第六
- 2005年 WOGA精英赛： 全能、高低杠、平衡木、跳马、自由操金牌
- 2005年 泛太平洋运动会： 团体、平衡木金牌，全能银牌，跳马，高低杠银牌
- 2005年 墨尔本世锦赛： 全能银牌，高低杠、衡木金牌
- 2006年 体操世锦赛：女子团体亚军、高低杠亚军；
- 2007年 体操世锦赛：女子团体冠军、平衡木冠军、高低杠亚军、全能第五名
- 2008年 北京奥运会：女子团体亚军、女子体操全能冠军，女子个人自由体操季军。女子高低杠银牌得主，女子体操平衡木银牌得主。

## 轶事

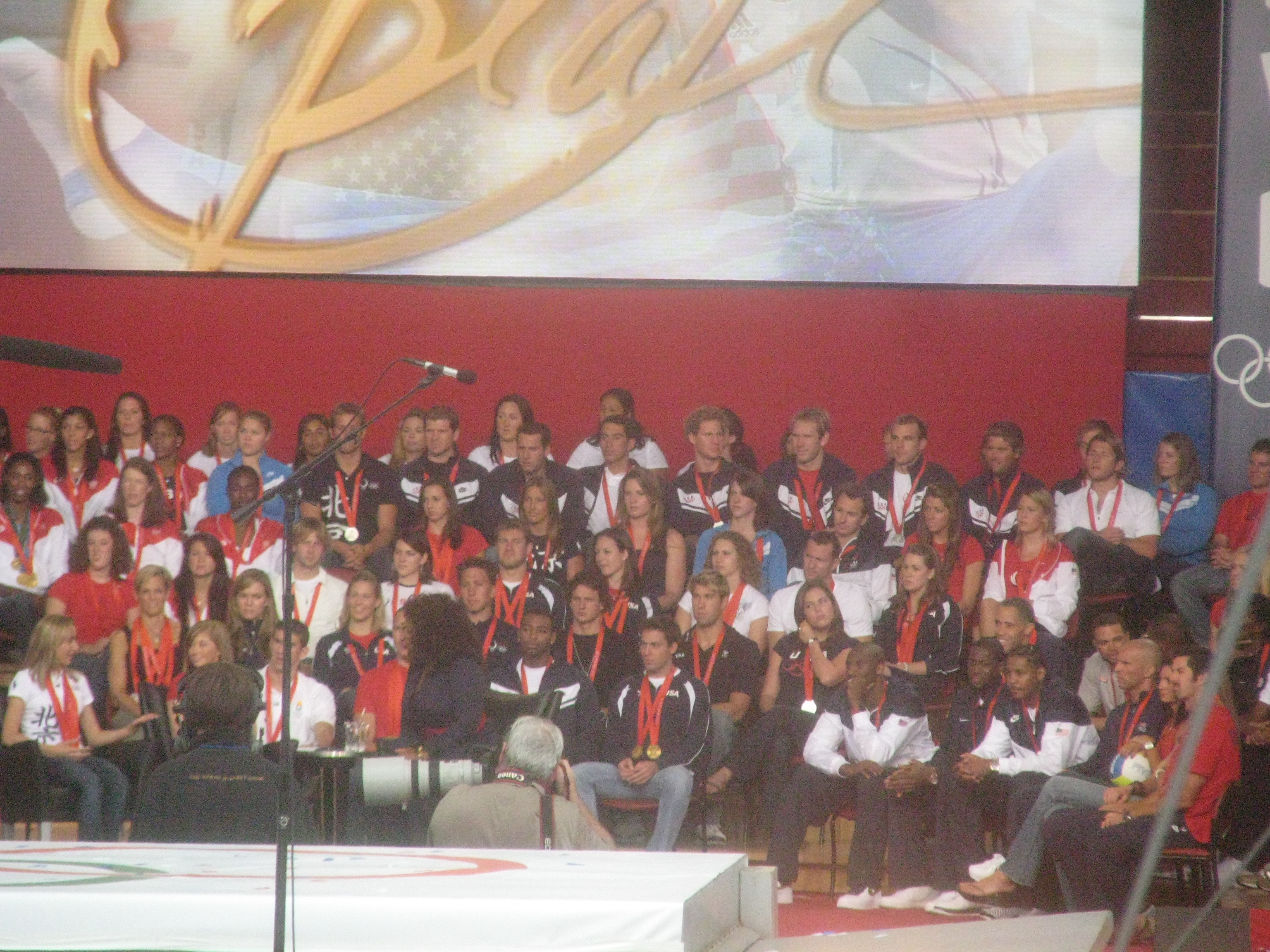
柳金跟奧花·雲費對談

柳金會間中現身大螢幕，其中最知名的是她與纳迪娅·科马内奇為Adidas所拍的廣告（於2004年夏季奧林匹克運動會中播出）；她也在大熱劇集《花邊教主》中客串。